# Cyril Norman Hinshelwood
Cyril Norman Hinshelwood (Londres, 19 de junho de 1897 — Londres, 9 de outubro de 1967) foi um químico britânico.
Estudou na Universidade de Oxford, onde lecionou desde 1937. Suas pesquisas das diversas combinações do hidrogênio e oxigênio lhe valeram o Nobel de Química de 1956, compartilhado com o soviético Nikolay Nikolayevich Semyonov, que havia trabalhado independentemente. Tratou de esclarecer o mecanismo das reações químicas por métodos cinéticos, como indicam suas obras:
- "Kinetic of Chemical Changes in Gaseous Systems" (1926)
- "The Reaction between Hydrogen and Oxygen" (1934)
- "The Chemical Kinetics of the Bacterian Cell" (1946)

Foi presidente da Royal Society, de 1955 e 1960.

## Prémios
- 1923 - Medalha e Prémio Meldola[1]
- 1935 - Medalha Lavoisier (SCF)[2]
- 1942 - Medalha Davy[3]
- 1947 - Medalha Real[4]
- 1948 - Prémio Longstaff[5]
- 1952 - Medalha Guldberg
- 1953 - Prémio Faraday[6]
- 1956 - Medalha Amedeo Avogadro[7]
- 1956 - Nobel de Química[8]
- 1960 - Medalha Leverhulme[9]
- 1962 - Medalha Copley[10]